# Fallo (sport)
Nello sport, il fallo è un'infrazione al regolamento commessa dall'atleta.
È sanzionabile con la sospensione (temporanea oppure definitiva), la squalifica o la penalizzazione.

## Il fallo nell'atletica leggera
Il regolamento tecnico internazionale per le gare di atletica leggera prevede alcune cause di fallo (o nullo) nelle gare di salto e lancio. Nelle gare di corsa è paragonabile a un fallo la falsa partenza. Nelle gare di marcia possono essere causa di richiamo e ammonizione lo sbloccaggio (gamba tenuta non tesa) e la perdita di contatto con il terreno.

## Il fallo nel calcio
Il Regolamento del gioco del calcio prevede 10 tipi diversi di falli, sanzionati con un calcio di punizione diretto a favore della squadra che li subisce:
- Dare o tentare di dare un calcio ad un avversario;
- Fare uno sgambetto ad un avversario, cioè farlo cadere o tentare di farlo cadere, sia usando le gambe sia curvandosi davanti o dietro di lui;
- Saltare su un avversario;
- Caricare un avversario in modo violento o pericoloso;
- Caricare da tergo un avversario, salvo che questi faccia ostruzione;
- Colpire o tentare di colpire in qualsiasi modo un avversario;
- Spingere un avversario;
- Trattenere un avversario;
- Sputare contro un avversario;
- Giocare volontariamente con la mano il pallone, cioè portare, colpire o lanciare il pallone con la mano, con il braccio o con qualunque altra parte del corpo che non siano i piedi o la testa.

Sono falli anche le seguenti azioni commesse da un portiere all'interno della propria area di rigore:
- mantenere il pallone fra le mani, o fra le mani e qualsiasi altra superficie, per più di 6 secondi;
- toccare nuovamente il pallone con le mani dopo essersene spossessato;
- toccare il pallone con le mani dopo che è stato volontariamente calciato verso di lui da un compagno di squadra;
- toccare il pallone con le mani dopo averlo ricevuto direttamente da un compagno di squadra da una rimessa laterale;

Alla squadra avversaria viene assegnato un calcio di punizione indiretto, che dovrà essere battuto dal punto in cui è stata commessa l'infrazione, quando, secondo il giudizio dell'arbitro, un calciatore commette i seguenti falli, ovvero:
- gioca in modo pericoloso;
- impedisce intenzionalmente la progressione di un avversario senza contatto fisico con quest'ultimo;
- ostacola il portiere nell'atto di liberarsi del pallone che ha tra le mani;

Un calcio di punizione indiretto è assegnato anche in assenza di falli, ma in presenza di scorrettezze (per esempio proteste) per le quali l'arbitro è stato costretto ad interrompere il gioco per ammonire o espellere un calciatore.
Il calcio di punizione indiretto deve essere battuto nel punto in cui è stata commessa l'infrazione, salvo che questa non sia stata commessa all'interno della propria area di porta, nel qual caso il calcio di punizione indiretto deve essere battuto sulla linea dell'area di porta, parallela alla linea di porta, nel punto più vicino a quello in cui è stata commessa l'infrazione. Se invece l'infrazione è stata commessa all'esterno del terreno di gioco, il gioco riprenderà con una rimessa da parte dell'arbitro nel punto in cui si trovava il pallone al momento dell'interruzione.
Queste infrazioni costituiscono fallo non sempre, ma solo se sono commesse:
- da un calciatore titolare;
- contro un avversario titolare;
- sul terreno di gioco;
- mentre il pallone è in gioco.[1]

Se anche una di queste condizioni non è soddisfatta, si parla genericamente di infrazione, o scorrettezza nel caso sia anche sanzionabile con un cartellino.

## Il fallo nel gioco della pallavolo
Il concetto di fallo nella pallavolo non è univoco e non è disciplinato da alcuna norma ma viene ritenuto tale ogni infrazione alle norme. Pur non essendo esplicitamente disciplinato o citato, il fallo è applicabile su tutte le azioni e le non-azioni (perdere tempo, fare ostruzione, eseguire un muro da parte dei difensori, colpire la palla 4 volte, trattenere la palla, colpire la palla quando torna indietro dalla rete da parte del giocatore che l'ha tirata, battere con parti del corpo che non sia il braccio, colpire la palla 2 volte da parte di un giocatore).

## Il fallo nella pallacanestro
Le tipologie di falli nella pallacanestro:
- Infrazione al principio del cilindro;
- Infrazione al principio della verticalità;
- Blocco illegale: consiste nel bloccare il passo a un giocatore quando il giocatore che blocca è in movimento o non lascia al giocatore bloccato la distanza appropriata per avere un buon campo visivo;
- Sfondamento: è un contatto personale illegale, con o senza palla, causato da una spinta o da un movimento contro il tronco del giocatore avversario;
- Bloccaggio: è un contatto personale illegale che impedisce ad un giocatore avversario di avanzare liberamente, con o senza palla;
- Toccare l'avversario con una mano o con un braccio: toccare con la mano(i) un avversario non è, di per sé, necessariamente un fallo. Gli arbitri devono decidere se il giocatore che ha causato il contatto ha ottenuto un vantaggio indebito. Se il contatto causato da un giocatore limita in qualche modo la libertà di movimento di un avversario, tale contatto è un fallo;
- Marcatura illegale da dietro: è un contatto personale, effettuato da un difensore che si trova dietro al giocatore avversario. Il fatto che il difensore stia tentando di giocare la palla non giustifica il contatto con un avversario effettuato da dietro.
- Trattenuta: è un contatto personale illegale con un avversario che interferisce con la sua libertà di movimento;
- Spinta: è un contatto personale illegale con una qualsiasi parte del corpo che si verifica quando un giocatore spinge con forza o tenta di spostare un avversario che ha, o non ha, il controllo della palla;
- Fallo personale: infrazione commessa da un giocatore ai danni di un altro;
- Doppio fallo: infrazione commessa da due giocatori contemporaneamente l'uno contro l'altro;
- Fallo antisportivo: è un fallo personale che, a giudizio dell'arbitro, non è un tentativo legittimo di giocare direttamente la palla nello spirito e nell'intendimento delle regole;
- Fallo da espulsione (flagrant): Qualsiasi flagrante comportamento antisportivo tenuto da un giocatore, un sostituto, un allenatore, un vice-allenatore o da una persona al seguito della squadra; Da non confondere con l'allontanamento.

## Il fallo nel tennis
Il concetto di fallo nel tennis non è univoco e non è disciplinato da alcuna norma ma viene ritenuto tale ogni infrazione alle norme. Pur non essendo esplicitamente citato sull'azione di colpire la palla due volte.

## Il fallo nel tennis da tavolo
Il tennis da tavolo prevede 8 tipi di fallo:
- prendere la palla al volo
- colpire la palla due volte
- tirare la palla direttamente nell'altro campo alla battuta
- far rimbalzare la palla nel proprio campo due volte alla battuta
- spostare il tavolino
- toccare la rete
- toccare il tavolo con la mano libera
- parlare durante lo scambio

## Il fallo nel bowling
Il concetto di fallo nel bowling non è univoco e non è disciplinato da alcuna norma ma viene ritenuto tale ogni infrazione alle norme. Pur non essendo esplicitamente citato sull'azione di superare la riga.